# Agrilus aurilaterus
Agrilus aurilaterus är en skalbaggsart som beskrevs av Waterhouse 1889. Agrilus aurilaterus ingår i släktet Agrilus och familjen praktbaggar. Inga underarter finns listade i Catalogue of Life.